# Maria Teresa Ricci
 (février 2025).
Maria Teresa Ricci, née en Italie, est une enseignante-chercheuse.

## Biographie
Maria Teresa Ricci naît et grandit en Italie. Elle a une maîtrise en philosophie et un doctorat en littérature comparée. Elle enseigne langue et littérature italiennes à l'université  de Tours.
Elle est correspondante de la revue Agalma.

### Articles
- « Origine e cominciamento di ogni male. Il Merito delle donne (1600) di Moderata Fonte », in Rivista di Letteratura Italiana, Edition Serra, Rome-Pisa, n 1, 2023 pp. 27-41.
- « Letteratura, moda e modi. Saper vivere e sprezzatura »,  Encrucijadas en la cultura italiana,  Madrid, Dykinson S. L., 2022, pp. 167-174.
- « Donna di palazzo e cortigiana onesta: modelli e contro-modelli »,  Rivista di Letteratura Italiana, Edition Serra, Rome-Pisa, n. 3, 2020, pp. 25-34.
- « Courtisanes et dames de palais : 'des exemples aussi lointains' »,  Les femmes illustres de l’Antiquité grecque au miroir des Modernes (XVe – XVIe siècles) », BEAUCHESNE, 2020, pp. 413-426.
- « O Baldassar Castiglione, he kharis kai he epimeles anemelia (sprezzatura) », O Aulikos philosophos (Le philosophe homme de cour), Université d'Athènes, Faculté de Philosophie, Pédagogie et Psychologie, 2017, pp. 7-22.
- Saper vivere e modelli di comportamento: dalla grazia al ’cool, in Agalma, rivista di studi culturali e di estetica, n. 31 : Cortesia, cordialità, deferenza, 2016.
- Dialogo della bella creanza delle donne de A. Piccolomini et le Dialogo dell’istituzione delle donne de L. Dolce », in Les états du dialogue à l’âge de l’Humanisme,  Presses Universitaires François Rabelais/Presses Universitaires de Rennes, dans la collection « Renaissance », 2015.
- «Ideali di un’arte di vivere: dal Decameron al Cortegiano»,  700 anos de Giovanni Boccaccio: entre latim e vernáculo, MORUS - Utopia e Renascimento, Universidade Estadual de Campinas (Unicamp), Brésil, 9, 2014 (2013).
- Castiglione, Gracián et la ‘cortesana filosofia, Réforme, Humanisme, Renaissance, Bulletin de l'Association d'études sur l'Humanisme, la Réforme et la Renaissance, éd. Association d'études sur l'Humanisme, la Réforme et la Renaissance, Lyon, juillet 2013, 76.
- Libéralité et magnificence chez Giovanni Pontano, Le Verger, revue en ligne, juin 2012[3]
- Vie solitaire - vie civile chez Poggio Bracciolini : De avaritia, De vera nobilitate, Contra hypocritas,  Vie solitaire, vie civile, l’humanisme de Pétrarque à Alberti, Champion, 2011.
- « Beauté, grâce et leggiadria : le corps de la femme chez Castiglione et Firenzuola »,  Europe XVI-XVII, n. 16, Réalités et représentation du corps dans l’Europe des XVIe et XVIIe siècles, Université de Nancy II, 2011.
- «Antonio Vignali e La Cazzaria», in Extravagances amoureuses. L'amour au-delà de la norme à la Renaissance : écart, dépassement, transgression, Champion, 2010
- « La cour papale et la cortegiania à travers l'œuvre et la figure de Castiglione »,  La papauté à la Renaissance, Paris, Honoré Champion, 2007.
- Old Age" in Castiglione's Book of the Courtier,  Growing Old in Early Modern Europe 1400-1750, éditions Ashgate, 2006
- La « vieillesse » dans Le livre du Courtisan de Castiglione »,  Figures du vieillir, Cahiers de Recherches du CRLMC, Presses Universitaires Blaise Pascal, 2005.
- Les traités d'"économique" aux XVIe et XVIIe siècles : une forme d'institutio nobilis ,  Réforme, Humanisme, Renaissance, Bulletin de l'Association d'études sur l'Humanisme, la Réforme et la Renaissance, éditions Association d'études sur l'Humanisme, la Réforme et la Renaissance, Lyon, 56, juin 2003.
- La grazia in Castiglione : un'arte senz'arte,  Italianistica. Rivista di letteratura italiana, Ed. Istituti Editoriali e Poligrafici Internazionali, Pise-Rome, XXXII/2, 2003
- La grâce et la « sprezzatura » chez Baldassar Castiglione,  Bibliothèque d'Humanisme et Renaissance, Droz, Genève, 2003 n°2
- Les traités de comportement et la 'tendance moderne à égaliser toutes choses,  Literary Research/Recherche littéraire, revue publiée par l'Association internationale de littérature comparée et l'University of Western Ontario, n. 37-38, 2002
- De la famille marchande à la cour princière : I Libri della Famiglia de Leon Battista Alberti,  Renaissance and Reformation, Renaissance et Réforme, Société canadienne d'Études de la Renaissance, Toronto, XXV/2, 2001